# KAL컵 코리아 오픈
KAL컵 코리아 오픈 테니스 선수권 대회는 1987년에서 1996년까지 개최되었던 그랑프리, ATP투어 대회이다. 대한민국 서울에서 대한항공의 후원으로 열렸으며 실외 하드 코트에서 진행되었다.
1987년 총상금 9만 2천 달러로 대회가 창설되어 1996년에는 총상금 20만 달러로 대회가 진행되었다. 그러나 1996년 ATP측에서 대회 기간인 일주일 동안 규정 관중(1만7500명)의 75%를 이상을 채우지 못했다는 이유로 내년부터 대회를 열수 없다고 통보하였고 결국 폐지되었다.

## 역대 결승

### 단식
| 연도 | 우승            | 준우승            | 점수          |
| ---- | --------------- | ----------------- | ------------- |
| 1987 | 짐 그랩         | 앤드리 애거시     | 1–6, 6–4, 6–2 |
| 1988 | 댄 골디         | 앤드류 캐슬       | 6–3, 6–7, 6–0 |
| 1989 | 로버트 반트호프 | 브래드 드루엣     | 7–5, 6–4      |
| 1990 | 알렉스 안토니치 | 팻 캐시           | 7–6, 6–3      |
| 1991 | 패트릭 바우어   | 제프 타랑고       | 6–4, 1–6, 7–6 |
| 1992 | 마츠오카 슈조   | 토드 우드브릿지   | 6–3, 4–6, 7–5 |
| 1993 | 척 애덤스       | 토드 우드브릿지   | 6–4, 6–4      |
| 1994 | 제레미 베이츠   | 조에른 렌젠브링크 | 6–4, 6–7, 6–3 |
| 1995 | 그렉 루세드스키 | 라스 레흐만       | 6–4, 3–1 RET. |
| 1996 | 바이런 블랙     | 마틴 담           | 7–6, 6–3      |

### 복식
| 연도 | 우승                          | 준우승                            | 점수          |
| ---- | ----------------------------- | --------------------------------- | ------------- |
| 1987 | 에릭 코리타 마이크 리치       | 켄 플라치 짐 그랩                 | 6–7, 6–1, 7–5 |
| 1988 | 앤드류 캐슬 로베르토 사드     | 게리 도넬리 짐 그랩               | 6–7, 6–4, 7–6 |
| 1989 | 스콧 데이비스 폴 위케사       | 존 레츠 브루스 만-송-힝           | 6–2, 6–4      |
| 1990 | 그랜트 코넬 글렌 미시바타     | 제이슨 스톨튼버그 토드 우드브릿지 | 7–6, 6–4      |
| 1991 | 알렉스 안토니치 길라드 블룸   | 켄트 키니어 스벤 살루마           | 7–6, 6–1      |
| 1992 | 케빈 커렌 게리 뮐러           | 켈리 에번튼 브래드 피어스         | 7–6, 6–4      |
| 1993 | 잔 아펠 피터 니보그           | 닐 브로드 게리 뮐러               | 5–7, 7–6, 6–2 |
| 1994 | 스테판 시미앙 케니 돈         | 켄트 키니어 세바스티앙 라로우     | 6–4, 3–6, 7–5 |
| 1995 | 세바스티앙 라로우 제프 타랑고 | 조슈아 이글 앤드류 플로렌트       | 6–3, 6–2      |
| 1996 | 릭 리치 조나단 스타크         | 켄트 키니어 케빈 울리에트         | 6–4, 6–4      |

## 같이 보기
- 프로 테니스 협회
- 코리아 오픈 (테니스)
- 대한항공